# Chiesa di San Rocco (Sorano)
La chiesa di San Rocco è un edificio religioso situato nel territorio comunale di Sorano, in provincia di Grosseto. La sua ubicazione è presso l'omonima località, attraversata dalla via cava di San Rocco.

## Storia

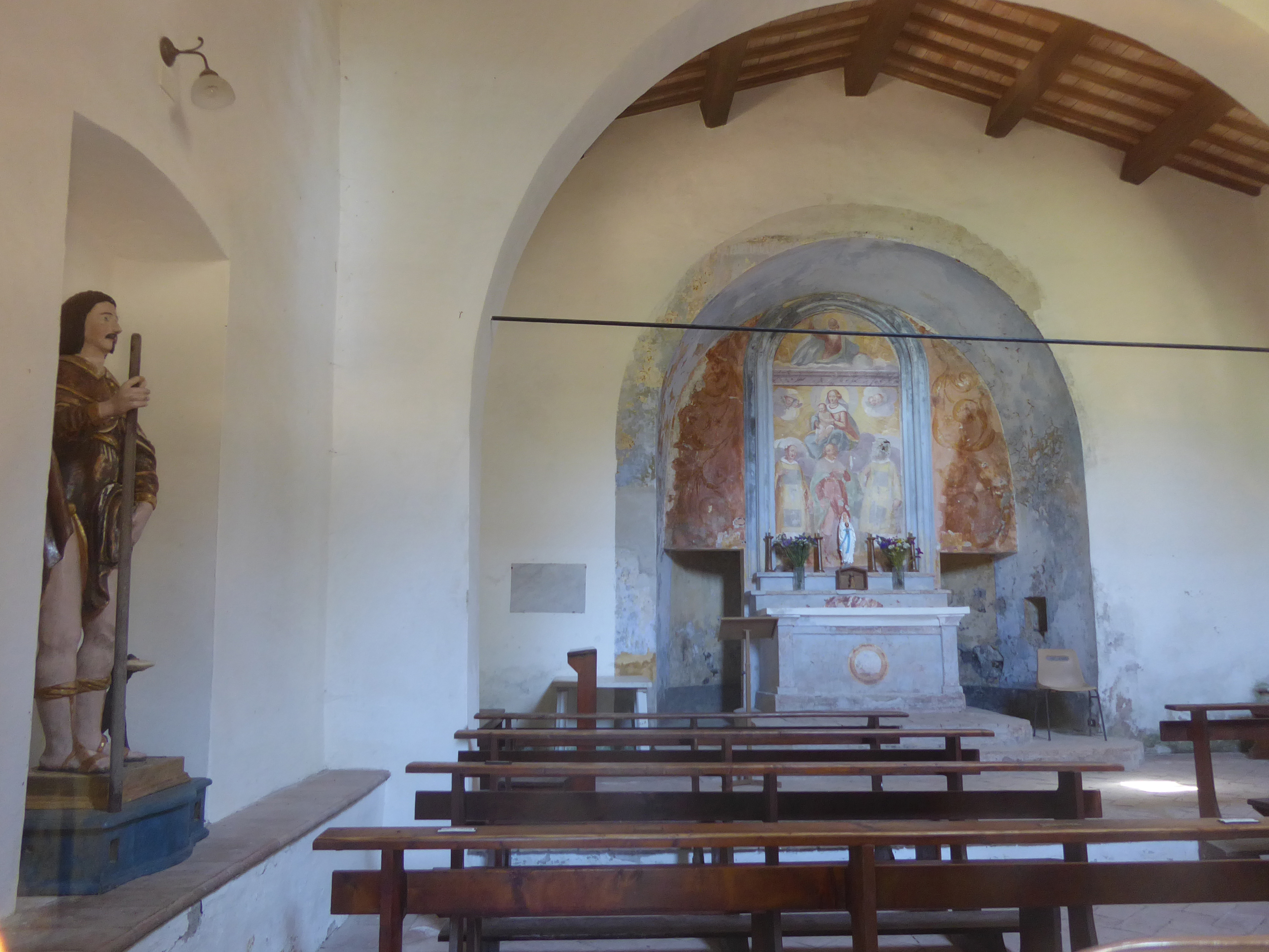
Interno

L'edificio religioso sorse come chiesa rurale isolata in epoca medievale, quasi certamente entro il XIII secolo, quando ancora non esisteva l'abitato, le cui origini risalgono alla metà del XVI secolo.
Con lo sviluppo del centro, la chiesa divenne il luogo di culto di riferimento per gli abitanti e, da allora, furono effettuati vari interventi di ristrutturazione, con conseguente rimaneggiamento della struttura. Ciò nonostante, l'edificio religioso ha mantenuto pressoché intatto il proprio aspetto originario.

## Descrizione
La chiesa di San Rocco si caratterizza per gli elementi stilistici romanici.
Le pareti si presentano in filaretto di tufo, che si integra pienamente nel contesto geologico che contraddistingue l'intera zona; sulla facciata a capanna si apre il portale con arco a tutto sesto. L'edificio religioso si caratterizza, inoltre, per l'abside semicircolare, elemento tipico dell'epoca di costruzione della chiesa.
L'interno si presenta a navata unica.